# Между Сцила и Харибда
Между Сцила и Харибда е идиом, идващ от гръцката митология и означаващ „да избереш между две злини“. Синонимна фраза е „между чука и наковалнята“.

## Митът и поговорката
Сцила и Харибда са митични морски чудовища от древногръцката митология; по-късно са определени като противоположни страни на Месинския пролив. Сцила е скална плитчина (описана като шестглаво морско чудовище) от италианска страна, а Харибда — водовъртеж край бреговете на Сицилия. Считани са за голяма морска опасност, тъй като са много близки една друга и представляват неизбежна заплаха на минаващите моряци; избягвайки Харибда означава да преминеш близо до Сцила и обратно. Според Омир, Одисей е бил принуден да избере пред кое чудовище да се изправи, преминавайки през пролива. Накрая решил да премине край Сцила и изгубил само няколко моряци.
Именно поради подобни истории, фразата придобива идиоматична употреба. В българския език има и друга подобна фраза – „между чука и наковалнята“.